# Лёгкие крейсера типа «Дидо»
Лёгкие крейсера типа «Дидо» (англ. Dido — Дидона) — тип лёгких крейсеров Королевского военно-морского флота Великобритании времён Второй мировой войны. Всего для британского флота построено 11 единиц: «Дидо» (HMS Dido), «Бонавенчер» (HMS Bonaventure), «Наяда» (HMS Naiad), «Феб» (HMS Phoebe), «Эвриал» (HMS Euryalus), «Сириус» (HMS Sirius), «Хермиона» (HMS Hermaione), «Клеопатра» (HMS Cleopatra), «Аргонавт» (HMS Argonaut), «Харибда» (HMS Charybdis), «Сцилла» (HMS Scylla).
Предназначались для эскадренной службы и являлись развитием крейсеров типа «Аретьюза». Первые крейсера британского флота, получившие универсальную артиллерию главного калибра. Управление зенитным огнём с помощью ПУАЗО с силовой гиростабилизацией и радарным наведением по дальности, высоте и азимуту.

## История создания
Корабли типа «Дидо» были предназначены для эскадренной службы с задачей поддержки и противодействия эсминцами и в качестве крейсера ПВО. Проект базировался на основе ранее построенных крейсеров типа «Аретьюза» с новым составом вооружения из десяти 133-мм орудий в пяти универсальных установках (3 в носу и 2 в корме), унифицированных со стоящими на линкорах типа «Кинг Джордж V», и двух счетверённых «пом-помов». Поскольку новые крейсера не предназначались для самостоятельных действий на транспортных коммуникациях отказались от бортового гидросамолета. Крейсер должен был быть достаточно дешёвым, чтобы строиться крупной серией, но достаточно крупным, чтобы действовать вместе с тяжёлыми кораблями в
сложных погодных условиях, быть весьма быстроходным и маневренным для совместных действий с эсминцами, обладать низким силуэтом, иметь защиту и устойчивость к боевым повреждениям от огня эсминцев.

## Конструкция
На крейсерах «линкорные» башенные установки Mk.I 133-мм орудий были заменены на Mk.II (без подбашенных перегрузочных отделений), что позволило увеличить боезапас. Орудие обеспечивало 36,3-кг снаряду дальность стрельбы до 22 000 м и досягаемость по высоте до 14 900 м.
Все крейсера при вступлении в строй оснащались РЛС типов 279 или 281, 284.
Первая башня на первых трёх крейсерах типа была склонена к заклиниванию (произошло тринадцать инцидентов в течение 1940—1941 гг.). Эта проблема была в основном следствием легкости конструкции,  которая деформировалась в штормовую погоду или во время скоростных поворотов. Это было исправлено путем подкрепления носовой оконечности и усиления деталей погона, необходимых для работы установки. На более поздних кораблях эти модификации были произведенные в процессе их строительства и проблемы такого рода на них не было. Также зафиксировано, что после зимы 1941 года на ранних кораблей эта проблема отсутствовала. Тем не менее, в 1950 году на HMS Euryalus носовая башня надолго выбыла из строя из-за проблем с направляющим роликом.

### Энергетическая установка
Главная энергетическая установка состояла из четырёх турбозубчатых агрегатов Парсонса и четырёх трёхколлекторных паровых котлов Адмиралтейского типа. Все котлы имели пароперегреватели, подогреватели топлива и воздуха. Схема — эшелонная; котлы расположены попарно в двух котельных отделениях, в носовом котельном отделении котлы располагались побортно, в кормовом тандемом, ТЗА — в двух машинных. Рабочее давление пара в котлах — 27,58 кг/см² (27,22 атм.), температура — 343°С. Каждый агрегат имел мощность 15 500 л. с., что должно было обеспечить скорость хода (при полной нагрузке) в 30,5 узла, максимальная скорость при стандартном водоизмещении должна была составить 32,25 узла. Дальность хода составляла 1500 морских миль на ходу 30 узлов, 2440 морских миль на ходу 25 узлов, 3480 морских миль на ходу 20 узлов и 4400 миль на ходу двенадцать узлов.

#### Электропитание
Напряжение сети — 220 В. Электричество вырабатывали четыре турбогенератора мощностью по 300 кВт.

## Служба
| Название     | верфь | дата закладки   | дата спуска на воду | дата ввода в строй | конец службы                                         | Примечания |
| ------------ | ----- | --------------- | ------------------- | ------------------ | ---------------------------------------------------- | ---------- |
| «Дидо»       |       | 26 октября 1937 | 18 июля 1939        | 30 сентября 1940   | разделан на металлолом в 1957 г.                     |            |
| «Бонавенчер» |       | 30 августа 1937 | 19 апреля 1939      | 24 мая 1940        | торпедирован итальянской ПЛ «Амбра» 31 марта 1941 г. |            |
| «Наяд»       |       | 26 августа 1937 | 3 февраля 1939      | 24 июля 1940       | торпедирован немецкой ПЛ U-565 11 марта 1942 г.      |            |
| «Феб»        |       | 2 сентября 1937 | 25 марта 1939       | 27 сентября 1940   | разделан на металлолом в 1956 г.                     |            |
| «Эвриал»     |       | 21 августа 1937 | 6 июня 1939         | 30 июня 1940       | разделан на металлолом в 1959 г.                     |            |
| «Сириус»     |       | 21 августа 1937 | 18 сентября 1940    | 6 мая 1942         | разделан на металлолом в 1956 г.                     |            |
| «Гермиона»   |       | 6 октября 1937  | 18 мая 1939         | 25 марта 1941      | торпедирован немецкой ПЛ U-205 16 июня 1942 г.       |            |
| «Клеопатра»  |       | 18 августа 1938 | 27 марта 1940       | 5 декабря 1941     | разделан на металлолом в 1958 г.                     |            |
| «Аргонаут»   |       | 18 августа 1938 | 6 сентября 1939     | 8 августа 1942     | разделан на металлолом в 1955 г.                     |            |
| «Харибдис»   |       | 9 ноября 1938   | 17 сентября 1940    | 3 декабря 1941     | погиб в сражении при Септ-Иль 23 октября 1943 г.     |            |
| «Сцилла»     |       | 18 августа 1938 | 24 июля 1940        | 12 июня 1942       | разделан на металлолом в 1950 г.                     |            |

## Оценка проекта
Проект оказался удачным, и по программам 1936, 1937 и 1938 годов было заложено 10 кораблей. Ещё шесть (из них пять — по изменённому проекту) заложили по «Чрезвычайной» военной программе.